# 小行星8026
小行星8026（英語：8026 Johnmckay）是一颗围绕太阳公转的小行星。1991年5月8日，埃莉諾·赫琳在帕洛马山发现了此天体。
这颗小行星的绝对星等为145.6238724623696等。